# Bánk bán (film, 1914)
Pour l'opéra, voir Bánk bán.
Pour plus de détails, voir Fiche technique et Distribution.

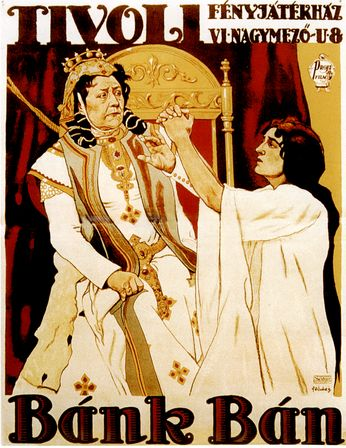
Affiche du film Bánk bán.

Bánk Bán est un film muet austro-hongrois réalisé par Michael Curtiz et sorti en 1914.

## Synopsis
Inconnu.

## Fiche technique
- Titre : Bánk Bán
- Réalisation : Michael Curtiz
- Scénario : Jenő Janovics, d'après une pièce de József Katona
- Chef opérateur : László Fekete
- Dates de sortie :
  - Autriche-Hongrie : 1914

## Distribution
- László Bakò : Bánk Bán
- Mihály Fekete
- Jenő Janovics : Biberach
- Mari Jászai : Gertrude
- Adorján Nagy
- Erzsi Paulay
- István Szentgyörgyi : Tiborc
- Victor Varconi : Ottó Herceg